# Кръстьо Наумов
Кръстьо Наумов Магеров е български учител и революционер, деец на Вътрешната македоно-одринска революционна организация.

## Биография
Роден е в 1855 година в прилепското село Дреновци, което тогава е в Османската империя. По професия е кожухар. В 1889 година става хайдутин. Участва в Четническата акция на Македонския комитет в 1895 година и се сражава в Паланечко. Влиза във ВМОРО и участва в Илинденско-Преображенското въстание с отряда на Христо Чернопеев. През пролетта на 1905 е четник при Петър Ацев. Загива в Кратовско в същата година с войводата Никола Карев на път за Крушовско.